# Krembung
Krembung is een bestuurslaag in het regentschap Sidoarjo van de provincie Oost-Java, Indonesië. Krembung telt 4171 inwoners (volkstelling 2010).